# Vladimír Šiška
Vladimír Šiška (* 29. dubna 1965 Ostrava) je bývalý první náměstek ministra ministra práce a sociální věcí.

## Vzdělání a profesní kariéra
Vystudoval obor ekonomika a management na Vysoké škole podnikání v Ostravě a management na A&W Business School, Mc Artur & Mc Wide, s. r. o., v Praze.
Působil v oblasti telekomunikačních a informačních systémů např. jako náměstek ministra na Ministerstvu informatiky ČR, poradce pro kritickou infrastrukturu na Ministerstvu vnitra ČR nebo poradce pro informatiku na Ministerstvu práce a sociálních věcí ČR. V letech 2004 až 2008 byl tajemníkem úřadu Hospodářské komory ČR. V roce 2008 se stal ředitelem národního výboru Mezinárodní obchodní komory v ČR.
V roce 2009 patřil s darem 400 000 korun mezi významné sponzory TOP 09. Po volbách v roce 2010 si ho za svého prvního náměstka vybral ministr Jaromír Drábek taktéž z TOP 09. Když byl ve funkci náměstka ministra devět týdnů, odeslal ředitelům úřadů práce e-mailem výzvu, aby s okamžitou platností zastavili všechny zakázky na dodávky hardwaru, softwarových licencí, služeb v oblasti informačních a komunikačních technologií či zakázky na projekty školení včetně e-learningu. Za svoji činnost na ministerstvu bral kromě platu i vysoké odměny. V roce 2009 to bylo 460 000 korun a v roce 2011 obdržel 1 000 000 korun.

## Podezřelé zakázky a obvinění z korupce
1. října 2012 protikorupční policie Šišku obvinila společně s ředitelem odboru informatiky ministerstva práce a sociálních Milanem Hojerem z podplácení. Podle deníku Mladá fronta DNES policie Šišku několik měsíců sledovala, pravděpodobně nahrála uplácení a má dost důkazů, aby na něj byla uvalena vazba. Podle deníku Právo měl Šiška spolu s Milanem Hojerem, šéfem IT oddělení MPSV, nabízet firmě OKsystem umělé nadhodnocení veřejné zakázky o 20 miliónů korun za to, že firma stáhne svou stížnost k antimonopolnímu úřadu na nezákonný postup ministerstva při vypisování jiných tendrů. 2. října 2012 jej ministr práce a sociálních věcí Jaromír Drábek odvolal z funkce.
Podle analytika Nadačního fondu proti korupci Petra Soukenky byl Šiška pravou ruka ministra Jaromíra Drábka a měl klíčovou roli v zadání miliardové zakázky na nový systém vyplácení sociální dávek, kvůli které protikorupční fond podal už v únoru 2012 trestní oznámení. Nad Šiškou údajně držel ochranou ruku ministr financí a první místopředseda TOP 09 Miroslav Kalousek.
Šiška podle deníku Mladá fronta DNES pomohl k velké zakázce svému příteli a obchodnímu partnerovi, když se firma Radka Doležala dostala mezi 27 společností, které se bez výběrového řízení podílely na nových výplatních systémech sociálních dávek pro úřady práce. Dále Doležala dosadil do pozice náměstka pro provoz na České správě sociálního zabezpečení, kde má starost podobnou IT reformu softwaru, jaká se značnými problémy proběhla na úřadech práce.

### Verdikt Městského soudu v Praze
Dne 27. května 2014 byl Vladimír Šiška odsouzen za machinace s IT zakázkami ministerstva a za vydírání k šesti letům vězení. Bývalý šéf odboru informatiky Milan Hojer si má odsedět pět let. Rozsudek není pravomocný, oba muži se odvolali.
Po odvolání vrátil pražský vrchní soud v září 2014 věc zpět k Městskému soudu v Praze, neboť podle názoru soudců nedostali Šiška a Hojer šanci k řádné obhajobě. V dubnu 2015 byli Městským soudem v Praze odsouzeni za vydírání a zneužití pravomocí – Šiška na 7 let a Hojer na 6 let na 7 let vězení. V červnu 2017 mu odvolací Vrchní soud v Praze snížil trest na 4 roky.

### Obžaloba ve věci zakázky na kontrolu sociálních dávek
V lednu 2015 vrchní státní zastupitelství v Praze oznámilo, že na Šišku podalo obžalobu v souvislosti s miliardovou zakázkou na kontrolu sociálních dávek, kterou měla bez výběrového řízení získat firma IBM. Obžalobě čelí i soudní znalec, který k zakázce zpracoval posudek. Šišku je viněn z pokusu o zneužití pravomoci úřední osoby, pokusu o porušení povinností při správě cizího majetku a pokusu o porušení předpisů o pravidlech hospodářské soutěže.

## Zmanipulovaná zakázka na výplatu sociálních dávek
V září 2016 byl za zmanipulování zakázky na výplatu sociálních dávek ve prospěch firmy Fujitsu Technology odsouzen na šest let do vězení. Šiška měl firmě zajistil prospěch ve výši 217 milionů korun. V červnu 2017 mu odvolací Vrchní soud v Praze snížil trest na 4 roky.